# Хлібний дар
Хлі́бний дар — українська горілка, що виробляється компанією «Баядера» на заводі «Національної горілчаної компанії». Виробляється з 2002 року. Завод розташовано в селі Степанки на Черкащині.

## Види
Горілка продається у пляшках 1,75, 1, 0,7, 0,5, 0,37, 0,2 та 0,1 літра.
- Класична
- Пшенична
- На пророщеному зерні
- Житня Люкс
- Озима
- Українська
- Українська по-європейськи
- Бочкова пшенична
- Імбирно-медова

## Нагороди
- Міжнародний форум World Food Ukraine 2007
- International Spirits Challenge 2007
- Тест «Довідник споживача» 2005, 2009, 2011
- Дегустаційний конкурс Алкософт 2008, 2009
- Фестиваль United Vodka в рамках Канського кінофестивалю, 2008
- «Міжнародна зірка за лідерство в якості», «Дирекції Бізнес-Ініціатив» (BID) 2008, 2009
- «Товар Року» 2009
- «Найкращий вітчизняний товар року» 2009
- «Найкраща горілка Росії» 2009
- «За технологію і якість» 2009, 2011
- Дегустаційний конкурс «Best Drink 2011», «Найкраща горілка року» 2011
- Третій Міжнародний дегустаційний конкурс напоїв «Best Drink 2012», «Найкраща екологічно чиста горілка» 2012